# Otta
Ottaⓘ ist eine Stadt in der norwegischen Kommune Sel in der Provinz (Fylke) Innlandet. Die Stadt stellt das Verwaltungszentrum von Sel dar und hat 2322 Einwohner (Stand: 1. Januar 2024).

## Geografie
Otta ist ein sogenannter Tettsted, also eine Ansiedlung, die für statistische Zwecke als eine Ortschaft gewertet wird. Die Ortschaft liegt im oberen Gudbrandsdalen. Von Westen stößt das Tal Ottadalen hinzu. In Otta mündet die durch das Ottadalen fließende Otta in den durch das Gudbrandsdalen fließenden Lågen. Nahe bei Otta liegt das Rondane-Massiv, das 1962 zum ersten Nationalpark in Norwegen wurde und einige Gipfel über 2000 Meter aufweist. 

## Geschichte
Die Schlacht von Kringen zwischen norwegischen und schottischen Soldaten fand 1612 bei Otta statt.
Das Kommunalparlament von Sel fasst im Jahr 2000 den Beschluss, dass Otta den Stadtstatus erhalten solle. Der Stadtstatus Ottas hat rechtlich keine Auswirkungen.

## Wirtschaft und Infrastruktur

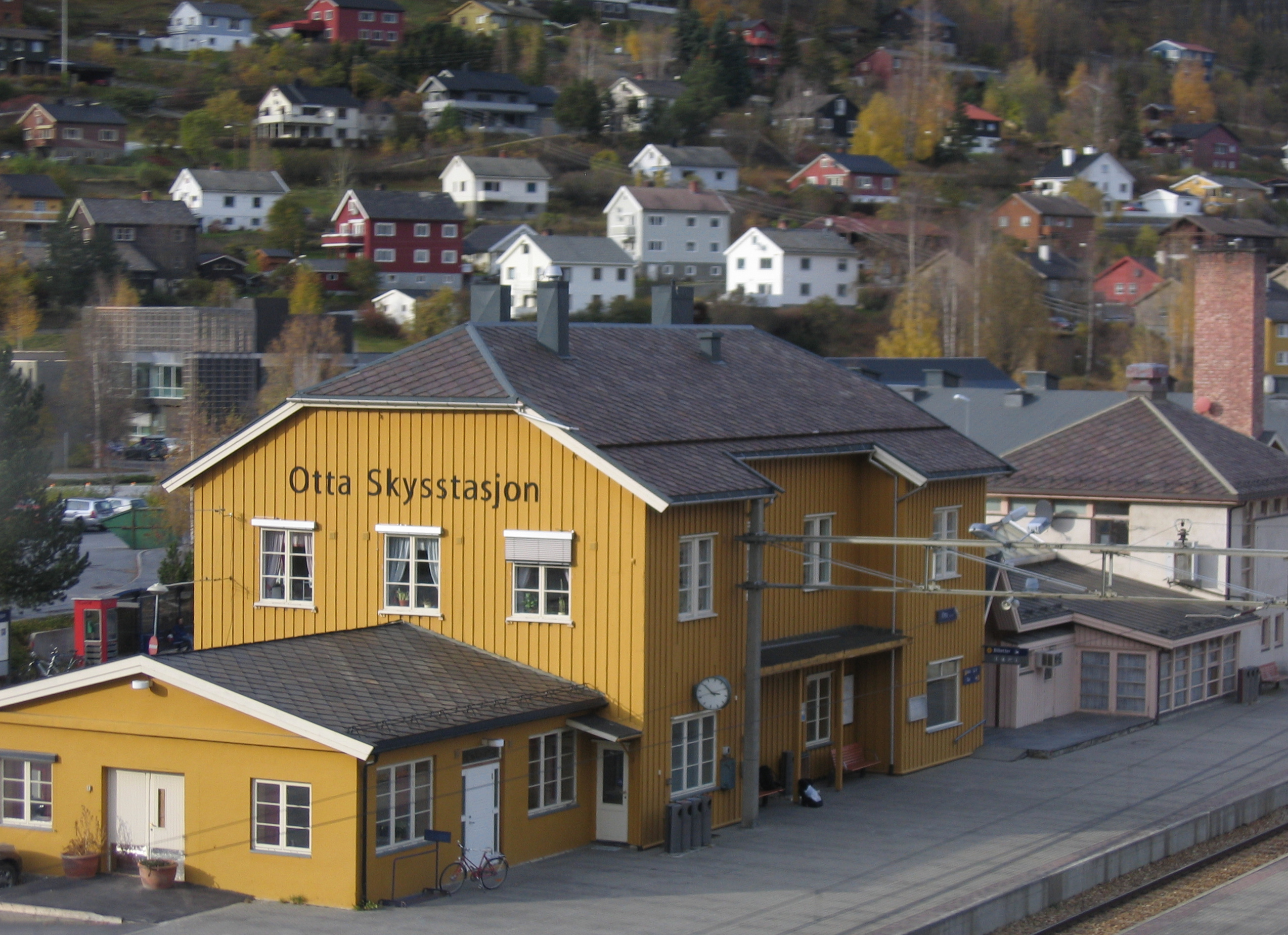
Bahnhof Otta
Foto: Cato Edvardsen (2007)

Der 1896 eröffnete Bahnhof Otta an der Bahnlinie Dovrebanen ist ein regionaler Umsteigepunkt zwischen Zug, Bus und Taxi. Der Bahnhof liegt rund 290 Schienenkilometer vom Osloer Hauptbahnhof Oslo S entfernt. In Otta zweigt der Riksvei 15 nach Måløy in Vågsøy von der Europastraße 6 (E6) ab.
Der Tourismus ist eine wichtige Einnahmequelle für die Kommune. Ein weiterer wichtiger Wirtschaftszweig ist die Industrie mit der Holz- und Lebensmittelindustrie.

## Popkultur
Außenaufnahmen des norwegischen Horrorfilmes Cold Prey 2 Resurrection – Kälter als der Tod wurden in Otta gedreht.

## Persönlichkeiten
- Olaf Heitkøtter (1928–2013), Bergwächter